# Nigeria Airways
Nigeria Airways var ett nigerianskt flygbolag, grundat 1958 som efterträdare till West African Airways Corporation och med huvudkvarter i Lagos. Flygbolaget var ägt av Nigerias regering. Bolaget gick i konkurs 2003. Nigeria Airways IATA-kod var WT och bolagets ICAO-kod NIS.

## Destinationer

### Afrika
- Abidjan
- Abuja
- Accra
- Banjul
- Benin City
- Calabar
- Conakry
- Cotonou
- Dakar
- Douala
- Enugu
- Freetown
- Gusau
- Jos
- Kaduna
- Kano
- Libreville
- Lome
- Makurdi
- Nairobi
- Port Harcourt
- Sokoto
- Tiko
- Yola

### Europa
- London
- Rom
- Zürich
- Amsterdam
- Stockholm
- Paris
- Barcelona
- Frankfurt
- Moskva
- Aten

### Asien
- Dubai
- Jeddah
- Karachi
- Bombay
- Hongkong
- Abu Dhabi

### Amerika
- Caracas
- Chicago
- Kingston
- Miami
- New York
- Port of Spain
- Rio de Janeiro

## Flotta

### Plan som tidigare ingått i flottan
- Airbus A310-200
- Boeing 707-320
- Boeing 727
- Boeing 737-200/737-400
- Boeing 747-100/747-200/747-300
- Boeing 767-200
- Douglas DC-3/C-47
- de Havilland Comet 4
- Fokker F27 Friendship
- Fokker F28 Fellowship
- Douglas DC-10-30
- Vickers VC10

## Efterträdare
- Arik Air
- Virgin Nigeria Airways